# Paradiso - Canto sedicesimo

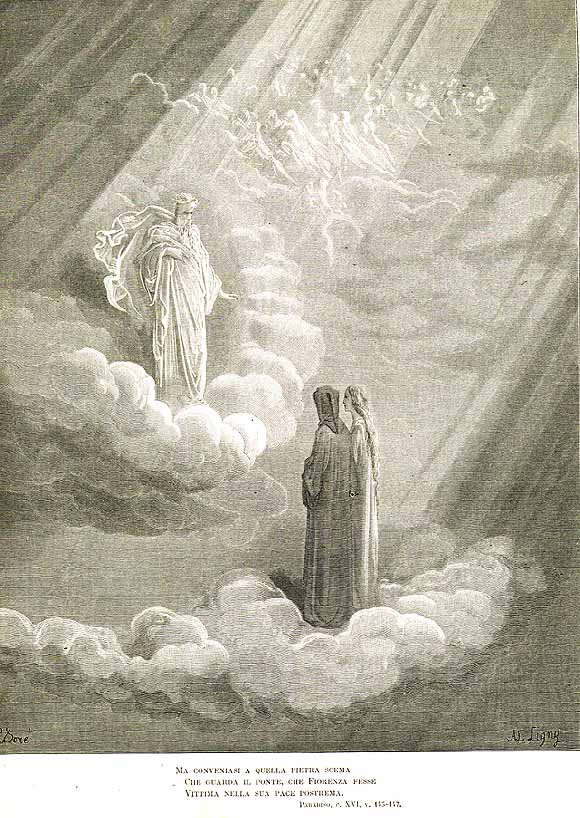
Cacciaguida, illustrazione di Gustave Doré

Il canto sedicesimo del Paradiso di Dante Alighieri si svolge nel cielo di Marte, ove risiedono gli spiriti di coloro che combatterono e morirono per la fede; siamo alla sera del 13 aprile 1300, o secondo altri commentatori del 30 marzo 1300.
Questo canto, insieme al precedente e al successivo, fa parte di un "trittico", nel quale Dante incontra il suo trisavolo Cacciaguida, e parla a lungo con lui della decadenza di Firenze e della propria missione futura.

## Incipit
(Anonimo commentatore dantesco del XIV secolo)

## Temi e contenuti

### Domande di Dante a Cacciaguida - versi 1-27
Dante-poeta riconosce di aver provato orgoglio nell'apprendere di discendere da stirpe nobile, pur essendo consapevole della transitorietà dei beni terreni, compresa la gloria della stirpe. Sottolinea poi di esser passato dal "tu" con cui si era rivolto inizialmente a Cacciaguida (XV, v.85-87) ad un più rispettoso "voi". Racconta quindi di aver espresso all'avo la sua grande gioia e di avergli posto quattro domande: quali furono i suoi antenati; in che anno nacque; quanti erano i Fiorentini a quel tempo; quali erano allora le famiglie più ragguardevoli.

### Risposte di Cacciaguida alle prime tre domande- vv. 28-48
Cacciaguida risplende di gioia e risponde brevemente alle prime tre domande poste da Dante. Con una perifrasi astronomica indica il suo anno di nascita nel 1091; gli antenati risiedevano all'interno della più antica cerchia di mura, il che è segno di antichissima origine della stirpe (ma ne accenna soltanto, per non cadere in vanagloria); gli abitanti di Firenze allora erano un quinto rispetto al presente.

### Decadenza delle antiche famiglie fiorentine - vv. 49-154
A quel tempo, prosegue Cacciaguida, la cittadinanza era ancora "pura" (v.51) fino al più umile artigiano, mentre ora si è mescolata con gente proveniente dal contado ("di Campi, di Certaldo e di Fegghine"). Esprime con parole dure il disprezzo per i "villani" che pensano solo ad arricchire.

Se la Curia papale non fosse stata ostile all'Impero, i nuovi fiorentini, invece di dedicarsi alla finanza e alla mercatura, si sarebbero limitati a umili mestieri nei paesi di cui erano originari. La "confusion de le persone" è indicata come "principio del mal de la cittade". La distruzione di Luni e Orbisaglia e la decadenza di Chiusi e Sinigaglia sono indicate come prova della inevitabile fine di tutte le realtà umane: come le città, anche le stirpi e le famiglie.

Ha inizio qui un lungo elenco di nomi delle famiglie illustri conosciute da Cacciaguida (vv.88-111), che ostentavano potenza ma erano già avviate sulla strada del declino. La rievocazione continua con perifrasi e metafore che alludono ad altre famiglie ancora, emblemi di una città che ora non esiste più, e culmina con il richiamo alle due casate (Amidei e Buondelmonti) dal cui conflitto derivò la scissione e la lotta fra Ghibellini e Guelfi. Ma Cacciaguida ha conosciuto Firenze prima di quei fatti sanguinosi, quando la bandiera cittadina era ancora intatta come segno di onore e giustizia.

## Analisi
Il tema della corruzione di Firenze, che percorre tutto il poema a partire dal Canto VI dell'Inferno, è con evidenza uno dei motivi ispiratori di più ampio respiro e si lega, in questo "trittico di Cacciaguida" alla funzione che Dante si assume come poeta-profeta di una società più giusta.
Il canto XVI viene considerato "canto di trapasso fra la Firenze antica e quella contemporanea (già in controluce nel XV). Nel canto XVI lo sguardo di Cacciaguida (e naturalmente del poeta stesso) si volge a considerare la trasformazione di Firenze nel corso di due secoli, dal tempo di Cacciaguida a quello di Dante. Sono indicate le cause storiche: una, generale, è il conflitto tra Chiesa e Impero (vv.58-60) dal quale discendono i mali più gravi; un'altra, rappresentata come tipica di Firenze ma in realtà diffusa in tante altre città, è la "confusion de le persone", ovvero la contaminazione tra famiglie di antica origine, depositarie di un solido sistema di valori, e nuove famiglie, attirate in città dalla brama di ricchezza e di potere. Sembrano riecheggiare i versi di Inferno, XVI, 73-75:
orgoglio e dismisura han generata,

Fiorenza, in te, sì che tu già ten piagni.»
Tutto questo è però visto nella prospettiva di un beato in Paradiso, che ben conosce la caducità di ogni cosa terrena, e sa accostare il destino delle famiglie decadute a quello di paesi e città già grandi e potenti ed ora scomparse o in via di scomparire. Cacciaguida osserva che tutte le cose terrene "hanno lor morte", ma gli uomini non se ne avvedono per la brevità della loro vita rispetto ai tempi della storia (vv.79-81). La vicenda di Firenze viene dunque vista come sottoposta al moto alterno della Fortuna, paragonata alla luna che copre e scopre le spiagge nelle maree.
Il giudizio meditato del poeta si manifesta in apertura di canto con l'apostrofe contro la nobiltà di sangue e approda all'immagine potente del tempo che "va dintorno con le force", pronto a tagliare e consumare di giorno in giorno ogni "mantello" di esteriorità. Questa consapevolezza della caducità tempera il breve momento di orgoglio provato da Dante nello scoprire la propria origine nobile, e nello stesso tempo anticipa il grande tema della decadenza (intrecciato a quello della violenza e della guerra) sviluppato da Cacciaguida nella parte più estesa del canto.